# Spathiphyllum brent-berlinii
Spathiphyllum brent-berlinii är en kallaväxtart som beskrevs av Thomas Bernard Croat. Spathiphyllum brent-berlinii ingår i släktet Spathiphyllum och familjen kallaväxter. Inga underarter finns listade.